# Anders Thomas Jensen
Anders Thomas Jensen (ascut el 6 d'abril de 1972) és un guionista i director de cinema danès. La seva pel·lícula Valgaften va guanyar l'Oscar al millor curtmetratge el 1998.

## Vida i carrera
Jensen va néixer a Frederiksværk. Va guanyar l'Oscar al millor curtmetratge per la seva pel·lícula de 1998 Valgaften. Va rebre nominacions a l'Oscar en la categoria de curts d'imatge real per les seves pel·lícules Ernst & Lyset (1996) i Wolfgang (1997). També va escriure el guió d'Efter brylluppet que va ser nominada a l'Oscar com a millor pel·lícula estrangera el 2007, The New Tenants, que va guanyar l'Oscar 2009 al Millor curtmetratge i En un món millor que va guanyar l'Oscar a la millor pel·lícula estrangera el 2011 i el Globus d'Or a la millor pel·lícula estrangera.
Des de finals de la dècada de 1990 i fins al nou mil·lenni va escriure els guionss de la majoria de les pel·lícules daneses d’èxit del període, inclosa Mifunes sidste sang (coescrita amb Søren Kragh-Jacobsen), I Kina spiser de hunde, Elsker dig for evigt, Stealing Rembrandt, i Brødre.
L'any 2000 Anders Thomas Jensen va dirigir per primera vegada un pel·lícula: la comèdia d'acció Blinkende Lygter, i des de llavors va dirigir De grønne slagtere, Adams Æbler, Mænd og Høns i Retfærdighedens Ryttere.
| «                | "Com que hi havia el toc Lubitsch i el toc Wilder, ara podem parlar del toc Jensen: una mica de patetismo reconegut en silenci, confiant en la nostra simpatia per les estranyes fragilitats dels personatges." | » |
| — David Bordwell | |   |

Jensen va coescriure la pel·lícula  The Dark Tower amb Nikolaj Arcel, Akiva Goldsman, i Jeff Pinkner, bbasada en la sèrie Stephen King. Va ser el primer treball de Jensen en un guió estatunidenc.

## Filmografia
| 1996 | Hvileløse hjerte             | No | Sí | Curtmetratge          |
| 1996 | Ernst og lyset               | Sí | Sí | Curtmetratge          |
| 1996 | Davids bog                   | No | Sí | Curtmetratge          |
| 1996 | Café Hector                  | No | Sí | Curtmetratge          |
| 1996 | De nye lejere                | No | Sí | Curtmetratge          |
| 1996 | Ernst og lyset               | No | Sí | Curtmetratge          |
| 1997 | Wolfgang                     | Sí | Sí | Curtmetratge          |
| 1997 | Royal Blues                  | No | No | Actor                 |
| 1998 | Valgaften                    | Sí | Sí | Curtmetratge          |
| 1998 | Nøglebørn                    | No | Sí |                       |
| 1998 | On Our Own                   | No | No | Consultor script      |
| 1998 | Babyboom                     | No | Sí |                       |
| 1998 | Albert                       | No | Sí |                       |
| 1999 | En sjælden fugl              | No | Sí | Curtmetratge          |
| 1999 | The Funeral                  | No | Sí |                       |
| 1999 | Mifunes sidste sang          | No | Sí |                       |
| 1999 | I Kina spiser de hunde       | No | Sí |                       |
| 2000 | Zacharias Carl Borg          | No | Sí |                       |
| 2000 | The King is Alive            | No | Sí |                       |
| 2000 | Beyond                       | No | Sí |                       |
| 2000 | Blinkende Lygter             | Sí | Sí |                       |
| 2001 | Grev Axel                    | No | Sí |                       |
| 2001 | En kort en lang              | No | No | Actor                 |
| 2001 | Fukssvansen                  | No | No | Diàlegs               |
| 2002 | Gamle Mænd i Nye Biler       | No | Sí |                       |
| 2002 | Elsker dig for evigt         | No | Sí |                       |
| 2002 | Wilbur Wants to Kill Himself | No | Sí |                       |
| 2003 | De grønne slagtere           | Sí | Sí |                       |
| 2003 | Skagerrak                    | No | Sí |                       |
| 2003 | Stealing Rembrandt           | No | Sí |                       |
| 2004 | Brødre                       | No | Sí |                       |
| 2005 | Dear Wendy                   | No | No | Script consultant     |
| 2005 | Solkongen                    | No | Sí |                       |
| 2005 | Adams Æbler                  | Sí | Sí |                       |
| 2005 | Murk                         | No | Sí |                       |
| 2006 | Efter brylluppet             | No | Sí |                       |
| 2006 | Red Road                     | No | No | Characters            |
| 2006 | Sprængfarlig bombe           | No | Sí |                       |
| 2007 | With Your Permission         | No | Sí |                       |
| 2007 | Hvid nat                     | No | Sí |                       |
| 2008 | La duquessa                  | No | Sí |                       |
| 2008 | Den du frygter               | No | Sí |                       |
| 2009 | Ved verdens ende             | No | Sí |                       |
| 2009 | Antichrist                   | No | No | Supervisor d’història |
| 2010 | En un món millor             | No | Sí |                       |
| 2010 | Donkeys                      | No | No | Personatges           |
| 2012 | Den skaldede frisør          | No | Sí |                       |
| 2013 | Alle for to                  | No | Sí |                       |
| 2014 | The Salvation                | No | Sí |                       |
| 2014 | En chance til                | No | Sí |                       |
| 2015 | Mænd og Høns                 | Sí | Sí |                       |
| 2015 | Skammerens datter            | No | Sí |                       |
| 2015 | Mennesker bliver spist       | No | No | Consultor de script   |
| 2015 | Land of mine: Sota la sorra  | No | No | Consultor de script   |
| 2017 | The Dark Tower               | No | Sí |                       |
| 2017 | Veni Vidi Vici               | No | No | Consultor guió        |
| 2019 | Ser du månen, Daniel         | No | Sí |                       |
| 2020 | Abbi Fede                    | No | Sí |                       |
| 2020 | Retfærdighedens Ryttere      | Sí | Sí |                       |
| 2023 | La terra promesa             | No | Sí |                       |